# Dörarp-Vittaryds församling
Dörarp-Vittaryds församling är en församling i Berga pastorat i Allbo-Sunnerbo kontrakt i Växjö stift. Församlingen ligger i Ljungby kommun i Kronobergs län. 

## Administrativ historik
Församlingen bildades 2025 genom sammanslagning av Dörarps och Vittaryds församlingar och ingår i Berga pastorat.

## Kyrkor
- Dörarps kyrka
- Vittaryds kyrka